# Winter-Asienspiele 2011/Ski-Orientierungslauf
Der Ski-Orientierungslauf bei den Winter-Asienspielen 2011 wurde in Almaty in Kasachstan zum ersten Mal bei Winter-Asienspielen ausgetragen. Bei den Männern und Frauen gab es jeweils vier Entscheidungen (Sprint, Mitteldistanz, Langdistanz und Staffel). Die Wettbewerbe wurden zwischen dem 31. Januar und dem 5. Februar durchgeführt.
Der Kasachen Michail Sorokin und Olga Nowikowa gewannen jeweils vier Goldmedaillen.

## Männer

### Sprint
| Rang | Läufer                    | Zeit    |
| ---- | ------------------------- | ------- |
| 1    | Michail Sorokin           | 13:31.0 |
| 2    | Alexander Babenko         | 15:13.7 |
| 3    | Bajaraagiin Gerelt-Od     | 20:16.1 |
| 4    | Erdenetschimegiin Barchuu | 20:33.6 |
| 5    | Dong Wenqiang             | 20:55.5 |
| 6    | Jang Koang-min            | 26:36.9 |
| 7    | Mostafa Mirhashemi        | 26:47.5 |
| 8    | Hong Byung-sik            | 27:50.4 |

Montag, 31. Januar 2011

### Mitteldistanz
| Rang | Läufer                | Zeit    |
| ---- | --------------------- | ------- |
| 1    | Michail Sorokin       | 35:33   |
| 2    | Witali Lilitschenko   | 42:28   |
| 3    | Bijan Kangarloo       | 44:59   |
| 4    | Yasin Shemshaki       | 46:11   |
| 5    | Dong Wenqiang         | 47:10   |
| 6    | Bajaraagiin Gerelt-Od | 51:46   |
| 7    | Boldyn Bjambadordsch  | 1:00:07 |
| 8    | Jang Koang-min        | 1:05:57 |

Mittwoch, 2. Februar 2011

### Langdistanz
| Rang | Läufer                | Zeit    |
| ---- | --------------------- | ------- |
| 1    | Michail Sorokin       | 58:06   |
| 2    | Alexei Nemzew         | 1:06:10 |
| 3    | Bajaraagiin Gerelt-Od | 1:16:56 |
| 4    | Dong Wenqiang         | 1:21:43 |
| 5    | Sattar Seid           | 1:47:05 |
| 6    | Jang Koang-min        | 1:48:11 |
| 7    | Yasin Shemshaki       | 1:49:32 |
| 8    | Boldyn Bjambadordsch  | 2:07:37 |

Donnerstag, 3. Februar 2011

### Staffel
| Rang | Team        | Läufer                                                               | Zeit    |
| ---- | ----------- | -------------------------------------------------------------------- | ------- |
| 1    | Kasachstan  | Alexander Babenko Aslan Tokbajew Michail Sorokin                     | 56:15   |
| 2    | Iran        | Bijan Kangarloo Yasin Shemshaki Sattar Seid                          | 1:02:35 |
| 3    | Mongolei    | Bajaraagiin Gerelt-Od Boldyn Bjambadordsch Erdenetschimegiin Barchuu | 1:27:13 |
| 4    | Kirgisistan | Igor Gusew Andrei Sawinych Tamerlan Dschumabekow                     | 1:28:13 |
| 5    | Südkorea    | Son Youn-sun Jang Koang-min Hong Byung-sik                           | 1:34:59 |

Samstag, 5. Februar 2011

## Frauen

### Sprint
| Rang | Läufer                       | Zeit    |
| ---- | ---------------------------- | ------- |
| 1    | Olga Nowikowa                | 13:04.7 |
| 2    | Liu Xiaoting                 | 17:29.8 |
| 3    | Jewgenija Kuzmina            | 18:46.8 |
| 4    | Kim Ja-youn                  | 26:46.8 |
| 5    | Altantsetsegiin Narantsetseg | 28:55.3 |
| 6    | Lee Ha-na                    | 31:17.7 |
| 7    | Tschinbatyn Otgontsetseg     | 32:47.3 |
| 8    | Olga Gorotschanina           | 41:58.0 |

Montag, 31. Januar 2011

### Mitteldistanz
| Rang | Läufer                   | Zeit    |
| ---- | ------------------------ | ------- |
| 1    | Olga Nowikowa            | 31:11   |
| 2    | Jewgenija Kuzmina        | 34:46   |
| 3    | Liu Xiaoting             | 48:40   |
| 4    | Kim Ja-youn              | 49:24   |
| 5    | Choi Seel-bi             | 56:57   |
| 6    | Tschinbatyn Otgontsetseg | 1:08:46 |
| 7    | Ewgenija Tschernobajewa  | 1:21:51 |

Mittwoch, 2. Februar 2011

### Langdistanz
| Rang | Läufer                        | Zeit    |
| ---- | ----------------------------- | ------- |
| 1    | Olga Nowikowa                 | 53:00   |
| 2    | Jewgenija Kuzmina             | 1:10:18 |
| 3    | Kim Ja-youn                   | 1:12:56 |
| 4    | Liu Xiaoting                  | 1:27:16 |
| 5    | Lee Ha-na                     | 1:33:26 |
| 6    | Tschinbatyn Otgontsetseg      | 1:48:29 |
| 7    | Nandintsetsegiin Uugantsetseg | 1:50:06 |

Donnerstag, 3. Februar 2011

### Staffel
| Rang | Team        | Läufer                                                                              | Zeit    |
| ---- | ----------- | ----------------------------------------------------------------------------------- | ------- |
| 1    | Kasachstan  | Jewgenija Kuzmina Elmira Moldaschewa Olga Nowikowa                                  | 59:43   |
| 2    | Südkorea    | Kim Ja-youn Lee Ha-na Choi Seel-bi                                                  | 1:18:00 |
| 3    | Mongolei    | Nandintsetsegiin Uugantsetseg Altantsetsegiin Narantsetseg Tschinbatyn Otgontsetseg | 1:33:03 |
| 4    | Kirgisistan | Olga Gorotschanija Ewgenija Tschernobajewa Elena Rybalowa                           | 2:17:56 |

Samstag, 5. Februar 2011